# Burmannia biflora
Burmannia biflora là một loài thực vật có hoa trong họ Burmanniaceae. Loài này được L. mô tả khoa học đầu tiên năm 1753.